# OAT-Syndrom
Das OAT-Syndrom (Oligo-Astheno-Teratozoospermie-Syndrom) ist eine krankhafte Veränderung der Spermien. Hierbei sind zu wenig (oligo), zu gering bewegliche (astheno) und vermehrt fehlgeformte (terato) Spermien zu sehen. Es geht häufig mit männlicher Unfruchtbarkeit einher.

## Ursachen
Die Ursachen liegen entweder in der Spermiogenese (Spermienbildung) oder im Transport in den Samenwegen.

### Fehllage der Hoden
Die Hoden entstehen etwa auf Höhe des Nierenunterpols und wandern bis zur Geburt, spätestens jedoch bis zum Ende des ersten Lebensjahres, in das Skrotum (den Hodensack). Bei Störungen dieses so genannten Descensus testis können die Hoden im Bauchraum oder anderswo verbleiben. Man spricht dann von Lageanomalien des Hodens, wie Leistenhoden, Gleithoden usw.
Durch die Fehllage kommt es zu einer Temperaturerhöhung und zu einer Schädigung der Spermienbildung bis hin zu deren völligem Fehlen, der so genannten Azoospermie.

### Varikozele
Bei einer Varikozele handelt es sich um eine tastbare und sichtbare Erweiterung des Venengeflechts um den Samenstrang. In etwa 15 % der Männer mit einer Varikozele leiden an Unfruchtbarkeit. Der Grund, warum Varikozele zu Unfruchtbarkeit führen kann, liegt darin, dass der Blutrückstrom die intratestikuläre Temperatur erhöht – diese wiederum hat einen negativen Einfluss auf die Spermienbildung, denn die Spermatogenese findet bei einer Temperatur statt, die 2 °C unter der restlichen Körpertemperatur liegt.

### Chromosomenanomalie
Störungen der Geschlechtschromosomen können Ursache eines OAT-Syndroms sein.
Sie können sowohl das X- als auch das Y-Chromosom betreffen. Die häufigste X-chromosomale Störung ist das Klinefelter-Syndrom. Hierbei liegt der Karyotyp 47,XXY vor. Bei diesen Patienten liegt fast immer eine Azoospermie vor, es gibt jedoch auch Einzelfälle mit einem OAT-Syndrom.
Im Bereich des Y-Chromosoms sind so genannte Mikrodeletionen ursächlich für eine Störung der Fruchtbarkeit. Je nach Art der Störung kann hier eine Azoospermie oder ein OAT-Syndrom vorliegen.

### Störungen des Hormonhaushaltes
Für die Spermiogenese sind in erster Linie zwei Hormone entscheidend. Zum einen das Follikelstimulierende Hormon (FSH) und das männliche Geschlechtshormon Testosteron.
Die Freisetzung dieser Hormone wird über das Gonadotropin Releasing Hormon GnRH aus dem Hypothalamus (im Gehirn) gesteuert. Dieses Hormon bewirkt in der Hirnanhangsdrüse, der Hypophyse, die Freisetzung von FSH und dem luteotropen Hormon LH. LH wirkt dabei auf die Leydig-Zellen im Hoden und regt diese zur Testosteronproduktion an.
Bei Störungen dieser Achse durch Tumoren, Entzündungen oder angeborenen Anomalien wird die Spermienbildung beeinträchtigt.

### Infektionen
- Hodenentzündung nach Mumps (Mumpsorchitis): Eine Mumpsorchitis nach der Pubertät tritt in 30 % der Fälle ein- und in 10 % der Fälle beidseitig auf. Sie führt zu einer Hodenverhärtung mit Einschränkung der Spermienproduktion.
- Nebenhodenentzündung (Epididymitis): Bei einer Nebenhodenentzündung kann es zu einem teilweisen oder völligen Verschluss der Samenkanälchen kommen.
- Prostataentzündung (Prostatitis): Eine Entzündung im Bereich der Prostata und Samenbläschen kann ebenfalls zu einem partiellen oder vollständigen Verschluss der Samenwege führen.

### Weitere Ursachen
- Chemotherapie und Bestrahlung können vorübergehend, gelegentlich auch dauerhaft die Spermienbildung beeinträchtigen.
- Medikamente oder Genussmittel können Einfluss auf die Spermienbildung haben. So können zum Beispiel Anabolika zu einem OAT-Syndrom oder auch zur Azoospermie führen. Die Wirkung von Nikotin und Alkohol wird noch kontrovers diskutiert.
- Wärme bzw. Überwärmung führt vorübergehend zu einer leichten Beeinträchtigung der Spermiogenese.

## Diagnostik
Neben der sorgfältigen Anamnese steht eine genaue körperliche Untersuchung an erster Stelle. Weiterführende Untersuchungen sind Sonografie, Spermauntersuchung und Hormondiagnostik. Die Spermauntersuchung besteht aus dem Spermiogramm, das idealerweise mehrmals durchgeführt wird um eine eindeutige Aussage zu erhalten. Darüber hinaus können hier noch zusätzliche Spezialuntersuchungen wie Penetrationstest (wie gut können die Spermien durch Schleim wandern), Membranstabilitätstest (wie stabil sind die Spermien) und Bestimmung von Zucker (Fructose) und Andere durchgeführt werden.
Die Untersuchung des Hormonspiegels im Blut ist ebenfalls Bestandteil der Basisuntersuchung. Bei Auffälligkeiten können auch hier weitere Spezialtests durchgeführt werden. Zur Diagnostik von genetischen Anomalien ist eine Untersuchung der Chromosomen erforderlich. Findet man keine eindeutige Ursache ist eine Biopsie von Hodengewebe erforderlich.

### Schweregrade
Oft wird das OAT-Syndrom in drei Schweregrade unterteilt, die anzeigen wie stark die Qualität der Spermien eingeschränkt ist.
|               | OAT I                    | OAT II         | OAT III     |
| ------------- | ------------------------ | -------------- | ----------- |
| Konzentration | < 20–10 Mio. Spermien/ml | < 10–5 Mio./ml | < 5 Mio./ml |
| Motilität     | < 50–30 %                | < 30–20 %      | < 20 %      |
| Morphologie   | < 30–10 %                | < 10 %         | < 10 %      |

## Vorbeugung
- Hodenhochstand: Dieser sollte bis zum Ende des zweiten Lebensjahres behandelt werden. Neuere Empfehlungen sagen, dass er bereits bis zum Ende des ersten Lebensjahres behandelt werden sollte.
- Routinemäßige Mumps-Impfung in der Kindheit (als Kombination mit Masern- und Röteln-Impfung)

## Therapie
Die Therapie richtet sich nach der Ursache der Störung.
- Entzündungen: Zunächst Therapie der Entzündung und Kontrolle nach Abschluss der Behandlung.
- Hormonmangel: Verabreichung von entsprechenden Hormonen.
- Krampfaderbruch: Operation mit Verödung oder Unterbindung der Hodenvene (das Blut kann über andere Venen abfließen).
- Verschluss der Samenwege
  - Versuch der operativen Wiederherstellung der Durchgängigkeit
  - Direkte Entnahme von Spermien mittels Hodenbiopsie (TESE)
- Medikamente und Genussmittel: Verzicht auf die entsprechenden Substanzen.
- Genetische Anomalie wie Klinefelter: eventuell  TESE möglich.